# 긴부리돌고래
긴부리돌고래(Stenella longirostris, Spinner dolphin in English)는 참돌고래과 알락돌고래속에 속하는 돌고래의 일종이다. 전 세계 열대 해역의 원해에서 발견되는 작은 돌고래이다.

## 아종
- 동부긴부리돌고래 (S. l. orientalis)
- 중앙아메리카긴부리돌고래 또는 코스타리카긴부리돌고래 (S. l. centroamericana)
- 하와이긴부리돌고래 (S. l. longirostris)
- 드와프긴부리돌로개 (S. l. roseiventris)

## 사진

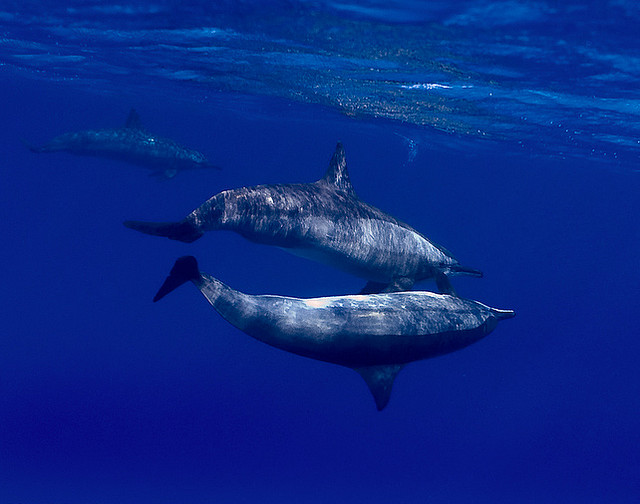
긴부리돌고래(라스 사마다이)
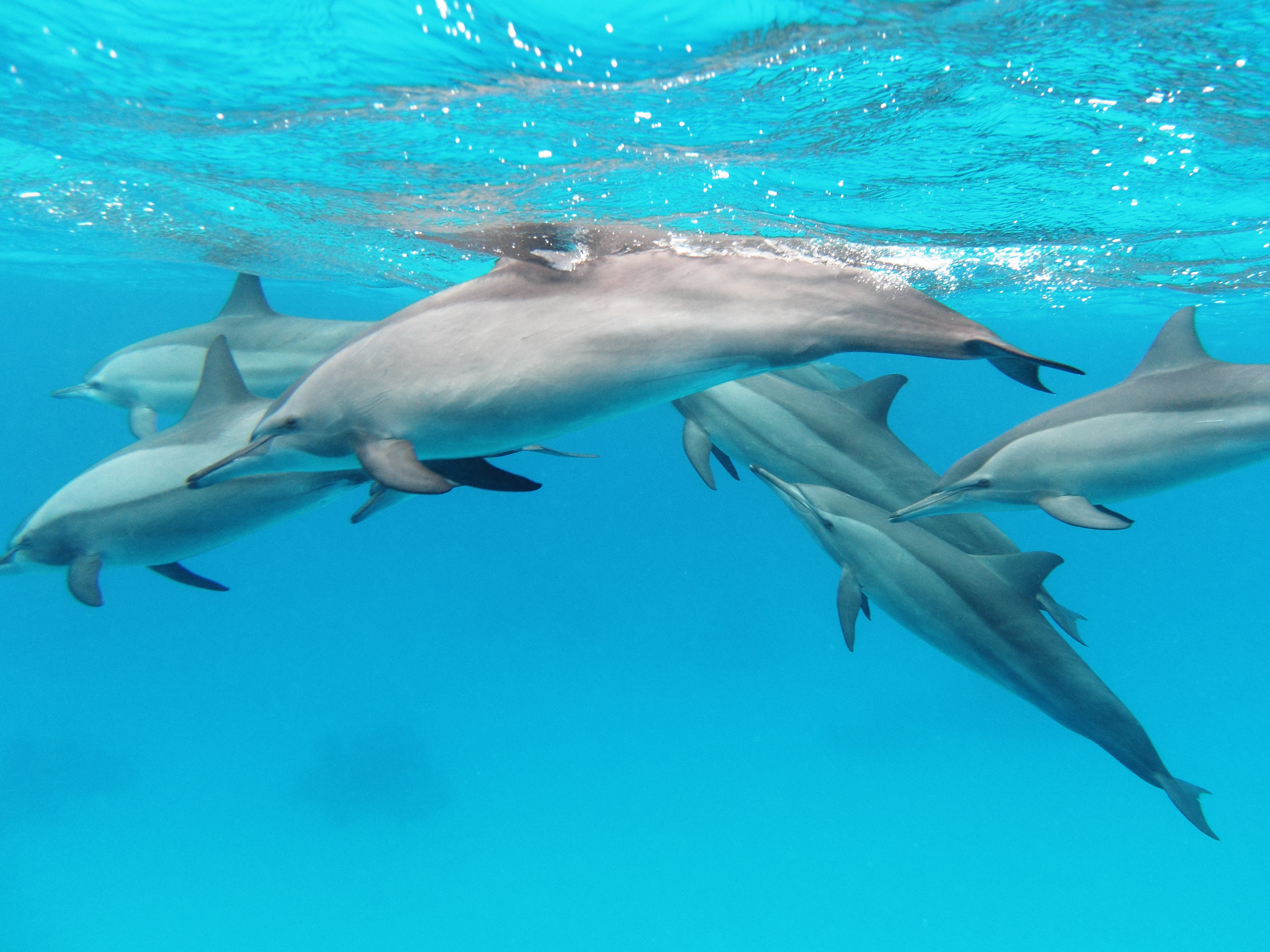
긴부리돌고래 새끼들(흑해)
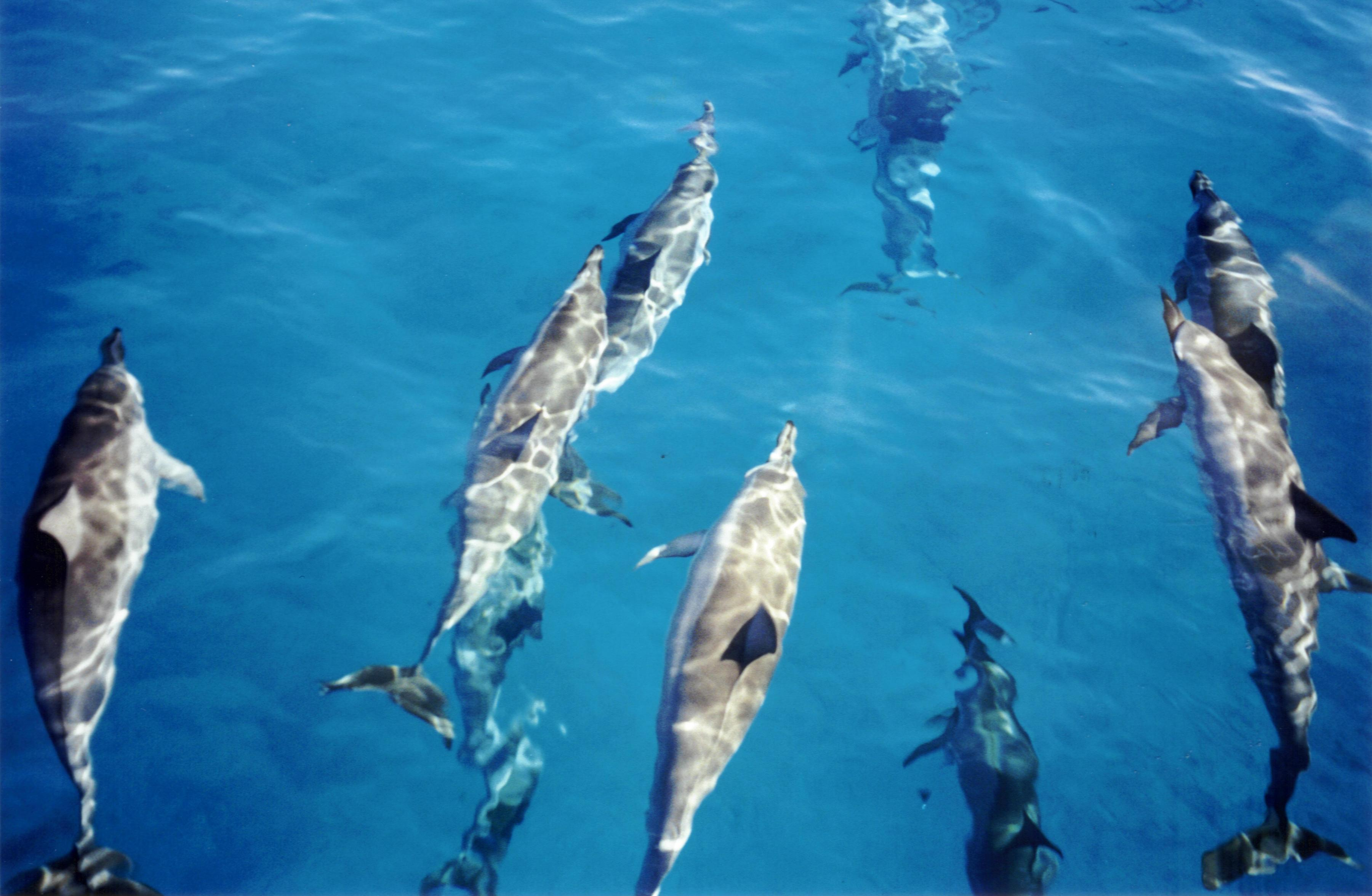
긴부리돌고래(하와이 카우아이)
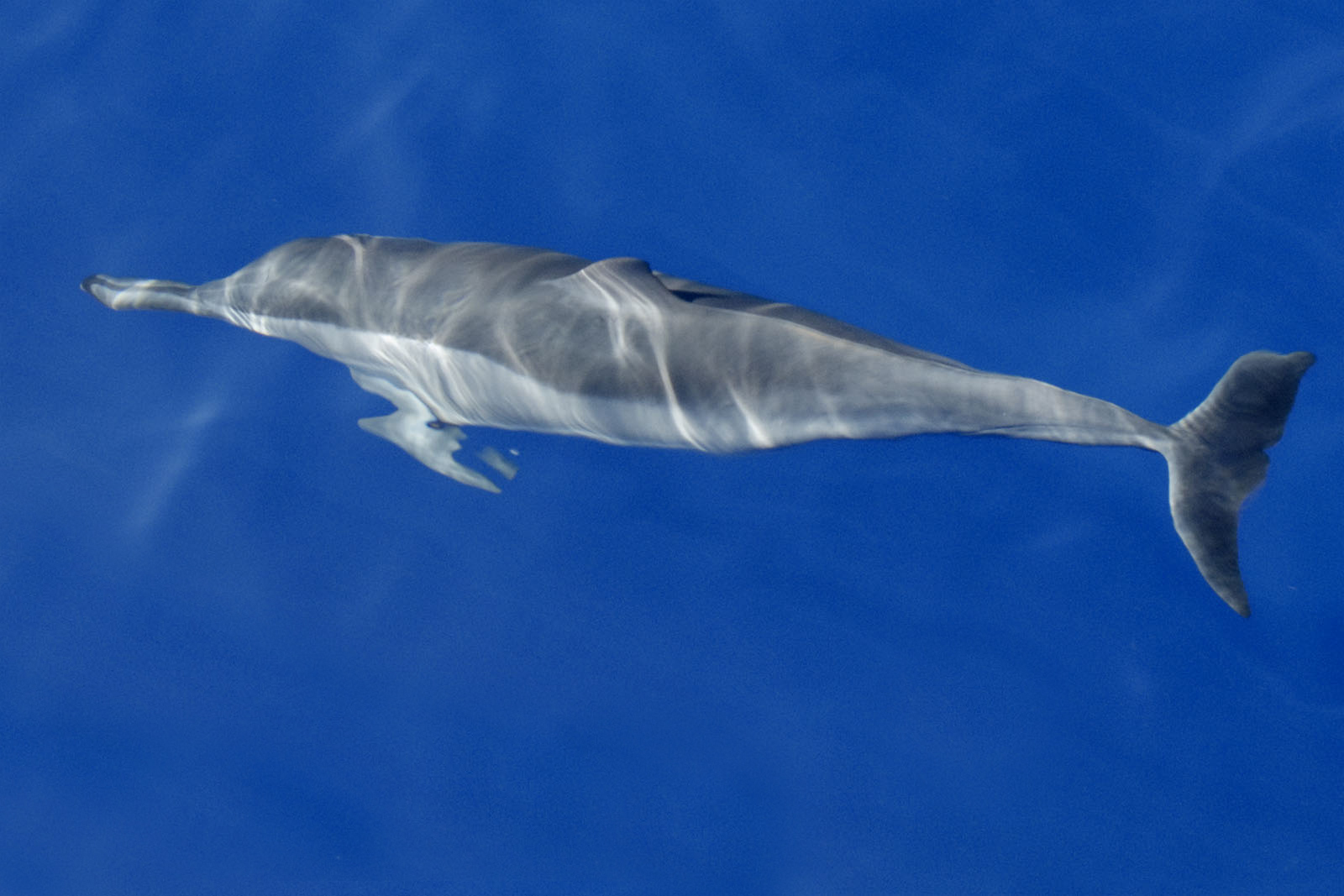
긴부리돌고래(하와이 라나이)
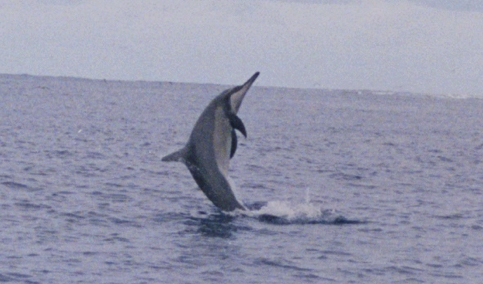
긴부리돌고래(미드웨이 환초)
- 긴부리돌고래(미드웨이 환초에서 찍힌 비디오)

## 같이 보기
- 고래류의 종 목록
- 해양생물학